# Закон Грассмана (оптика)
Закон Грассмана в оптике и колориметрии — эмпирическое наблюдение, что восприятие хроматической составляющей цвета описывается примерно линейным законом. Это правило было открыто Германом Грассманом в 1853 году.

## Формулировка
Если выбранный цвет есть комбинация двух монохроматических цветов, тогда значение каждого основного цвета у наблюдателя будет составлять сумму значений основных цветов для каждого из монохроматических цветов, рассматриваемых отдельно друг от друга.

В других словах, если луч 1 и 2 — монохроматичны, и наблюдатель ставит в соответствие значения основных цветов {\displaystyle (R_{1},G_{1},B_{1})} для луча 1, и {\displaystyle (R_{2},G_{2},B_{2})} для луча 2, то если два луча смешиваются и наблюдается результирующий цвет, то этому будут соответствовать значения равные сумме основных цветов по каждой компоненте. То есть смешанные {\displaystyle (R,G,B)} обоих лучей будут равны
{\displaystyle R=R_{1}+R_{2}}
{\displaystyle G=G_{1}+G_{2}}
{\displaystyle B=B_{1}+B_{2}}
Закон Грасманна может быть выражен в более общей форме через функции спектрального распределения энергии {\displaystyle I(\lambda )} для RGB компонент:
{\displaystyle R=\int \limits _{0}^{\infty }I(\lambda )\,{\bar {r}}(\lambda )\,d\lambda }
{\displaystyle G=\int \limits _{0}^{\infty }I(\lambda )\,{\bar {g}}(\lambda )\,d\lambda }
{\displaystyle B=\int \limits _{0}^{\infty }I(\lambda )\,{\bar {b}}(\lambda )\,d\lambda }
В данной формуле {\displaystyle {\bar {r}}(\lambda ),{\bar {g}}(\lambda ),{\bar {b}}(\lambda )} являются функциями цветового соответствия по отношению к выбранным основным цветам R, G и B.